# 1120
1120 (MCXX) var ett skottår som började en torsdag i den julianska kalendern.

## Händelser

### November
- 25 november – Det vita skeppet förliser i Engelska kanalen.

### Okänt datum
- Detta år görs en förteckning (nu förvarad i Florens) över de svenska biskopssätena, vari omnämns Skara, Linköping, Tuna, Strängnäs, Sigtuna och Västerås.
- Byggandet av kyrkan Saint-Front i Périgueux påbörjas.

## Födda
- Erik den helige, kung av Västergötland från 1150 och av hela Sverige 1156–1160 (född omkring detta år).
- Ludvig VII, kung av Frankrike 1137–1180.
- Ioveta av Bethany.
- Urban III, född Uberto Crivelli, påve 1185–1187 (född omkring detta år).

## Avlidna
- 25 november – William Adelin, son till kung Henrik I av England.
- Botvid, Södermanlands apostel, (mördad på Rogö i Södermanlands skärgård).
- Ingegerd Haraldsdotter, drottning av Danmark 1086–1095 (gift med Olof Hunger) och av Sverige 1105–1118 (gift med Filip).
- Roscelin av Compiègne, fransk teolog och filosof.